# Florence Earle Coates
Florence Van Leer Nicholson Coates (née Earle le 1er juillet 1850 et décédée le 6 avril 1927) est une poétesse américaine prolifique. Ses œuvres ont été publiées dans des dizaines de magazines littéraires, et certaines d'entre elles même mises en musique. Elle a eu pour mentor le poète anglais Matthew Arnold, avec qui elle entretiendra une amitié durable. Elle est célèbre pour ses nombreux poèmes sur la nature, inspirés par la flore et la faune des Adirondacks, où elle et son mari, Edward Hornor Coates, possèdent une propriété d'été. En 1915, la Fédération des Clubs Féminins de Pennsylvanie l'élit poétesse lauréate de l'État,.

## Biographie
Florence Van Leer Earle est née à Philadelphie, en Pennsylvanie, fille aînée de l'avocat George Hussey Earle Sr. et de son épouse, « Fanny » ( née Frances Van Leer). Elle est la petite-fille du célèbre abolitionniste et philanthrope Thomas Earle et membre de l'influente famille Van Leer. Elle est devenue célèbre tant dans son pays qu'à l'étranger pour ses œuvres poétiques, qui ont été largement publiées dans des revues littéraires telles que l' Atlantic Monthly, Scribner's Magazine, The Literary Digest, Lippincott's, The Century Magazine et Harper's . Nombre de ses poèmes ont été mis en musique par des compositeurs renommés comme Amy Beach . Elle  fréquente l'école en Nouvelle-Angleterre sous la direction de l'abolitionniste et professeur Theodore Dwight Weld, et poursuit ses études à l'étranger au couvent du Sacré-Cœur à Paris (rue de Varenne), et en étudiant la musique à Bruxelles auprès d'instructeurs renommés de l'époque.
"My remembrance of our last visit and of your tulip-trees and maples I shall never lose ..." —Matthew Arnold, in a letter to Coates.

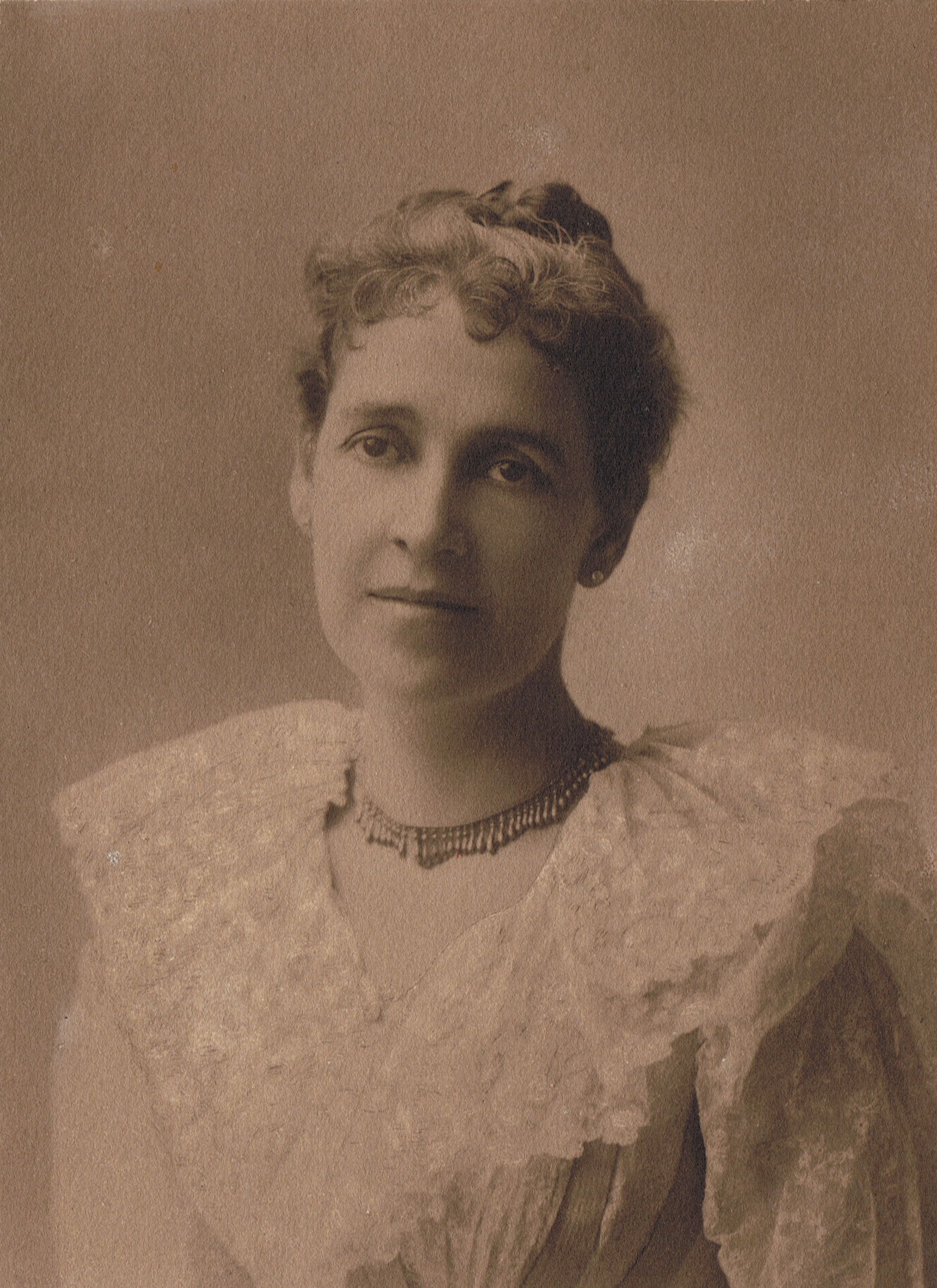
Florence Earle Coates, avant 1894.

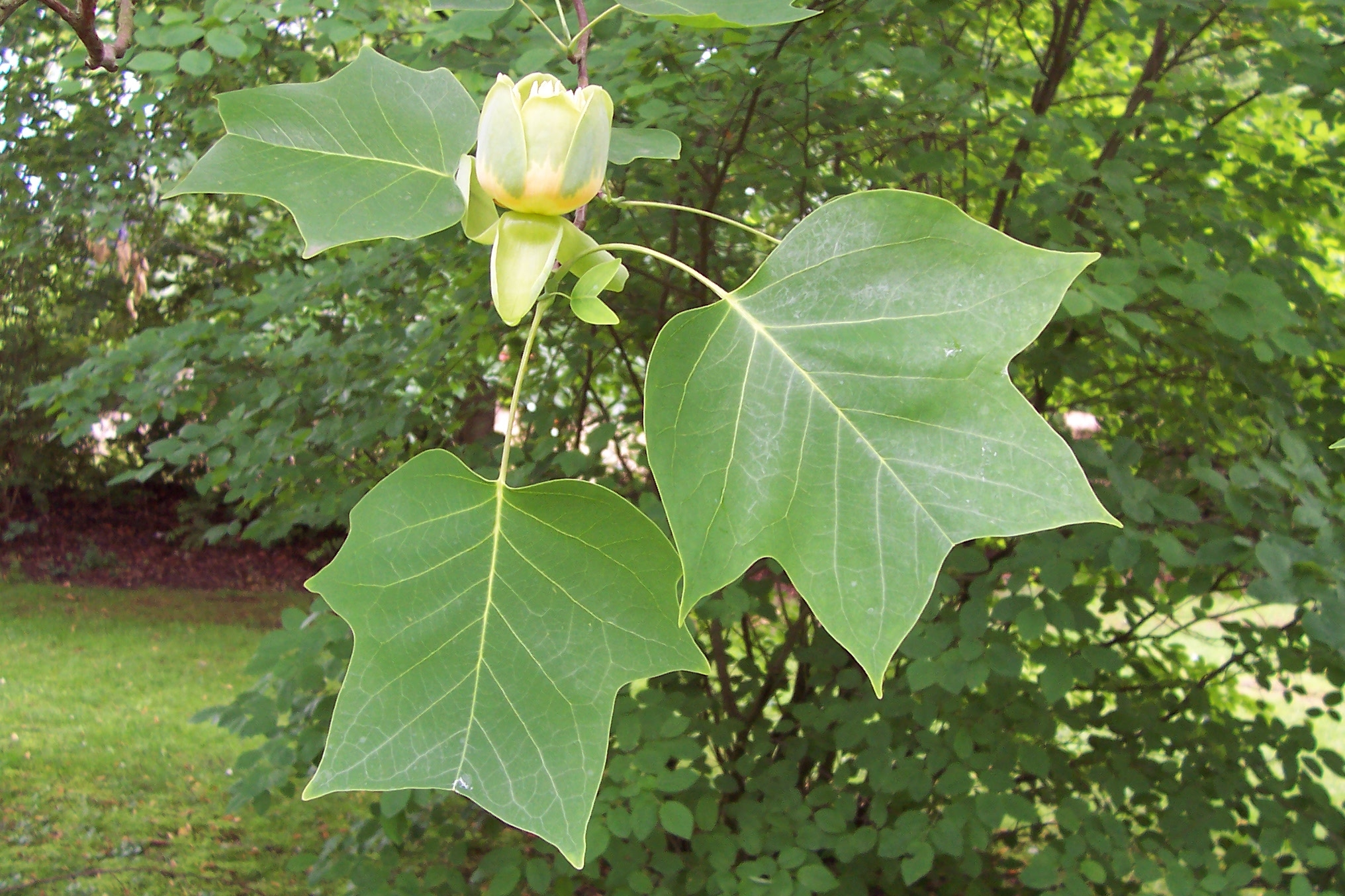
Tulipier de Virginie
"My remembrance of our last visit and of your tulip-trees and maples I shall never lose ..." —Matthew Arnold, in a letter to Coates.

Le critique littéraire et social Matthew Arnold encourage et inspire sa poésie . Il est invité chez les Coates à Germantown lors de ses tournées de conférences à Philadelphie. Coates et Arnold se rencontrent pour la première fois à New York, lors de la première visite et tournée de conférences d'Arnold en Amérique, chez Andrew Carnegie, « où ils nouent une amitié durable ». Cette tournée (qui dure d'octobre 1883 à mars 1884) amène Matthew Arnold à Philadelphie en décembre 1883, où il donne des conférences à l'Association Hall sur la « Doctrine du Reste » et sur « Emerson ». Sa deuxième visite et tournée en Amérique a lieu en 1886 et le conduit à Philadelphie début juin, où il est de nouveau accueilli par les Coates et s'exprime sur le thème de « l'éducation étrangère » à la chapelle de l'Université de Pennsylvanie. Arnold écrit à Coates en 1887  et 1888  depuis son domicile de Pains Hill Cottage à Cobham, dans le Surrey (comté), en Angleterre, décrivant son souvenir et son affection pour ses « tulipiers et érables » dans sa maison de Germantown, « Willing Terrace ». Coates écrit ou publie rarement de la prose, mais en avril 1894 et de nouveau en décembre 1909, elle contribue à la publication des souvenirs personnels de son mentor dans les magazines The Century et Lippincott.
Entre 1887 et 1912, elle publie plus d'une vingtaine de poèmes dans The Century Magazine . Sa correspondance avec Richard Watson Gilder, rédacteur en chef de Century, et d'autres personnes est documentée sur le site web des collections numériques de la Bibliothèque publique de New York. Dans une lettre datée du 12 mars 1905, Coates soumet à M. Gilder un poème qu'elle avait écrit après avoir été inspirée par une photographie d' Helen Keller tenant une rose, parue dans The Century le janvier précédent. Coates demanda que, s'il était publié, le poème soit également accompagné d'une copie de la photographie, et précisa que Mme Keller avait fait savoir qu'elle « accordait à Coates toute permission » d'utiliser la photo à cette fin. Le poème, « Helen Keller with a Rose », est publié dans le numéro de juillet 1905, sans la photographie qui l'accompagne, mais avec une référence au numéro dans lequel elle avait paru pour la première fois. 

Les Coates passent souvent leurs étés dans les Adirondacks, où ils entretiennent le « Camp Elsinore », leur camp d'été au bord du lac Upper St. Regis . C'est là qu'ils se divertissent, se reposent et fuyent l'humidité des étés philadelphiens, accueillant des amis comme Otis Skinner, Violet Oakley, Henry Mills Alden et Agnes Repplier . Au début des années 1900, les Coates ouvrent leur propriété de façon saisonnière à Anna Roosevelt Cowles (« Bamie »), la sœur aînée de Theodore Roosevelt . Parmi les visiteurs de Cowles lors de ses séjours à Elsinore figure Alice Roosevelt, la fille du président Theodore Roosevelt. Nombre des poèmes sur la nature de Coates s'inspirent de la flore et de la faune des Adirondacks. À propos de son « coin montagneux », Coates chante :
There's a cabin in the mountains, where the fare, dear,

   Is frugal as the cheer of Arden blest;

But contentment sweet and fellowship are there, dear,

   And Love, that makes the feast he honors—best!

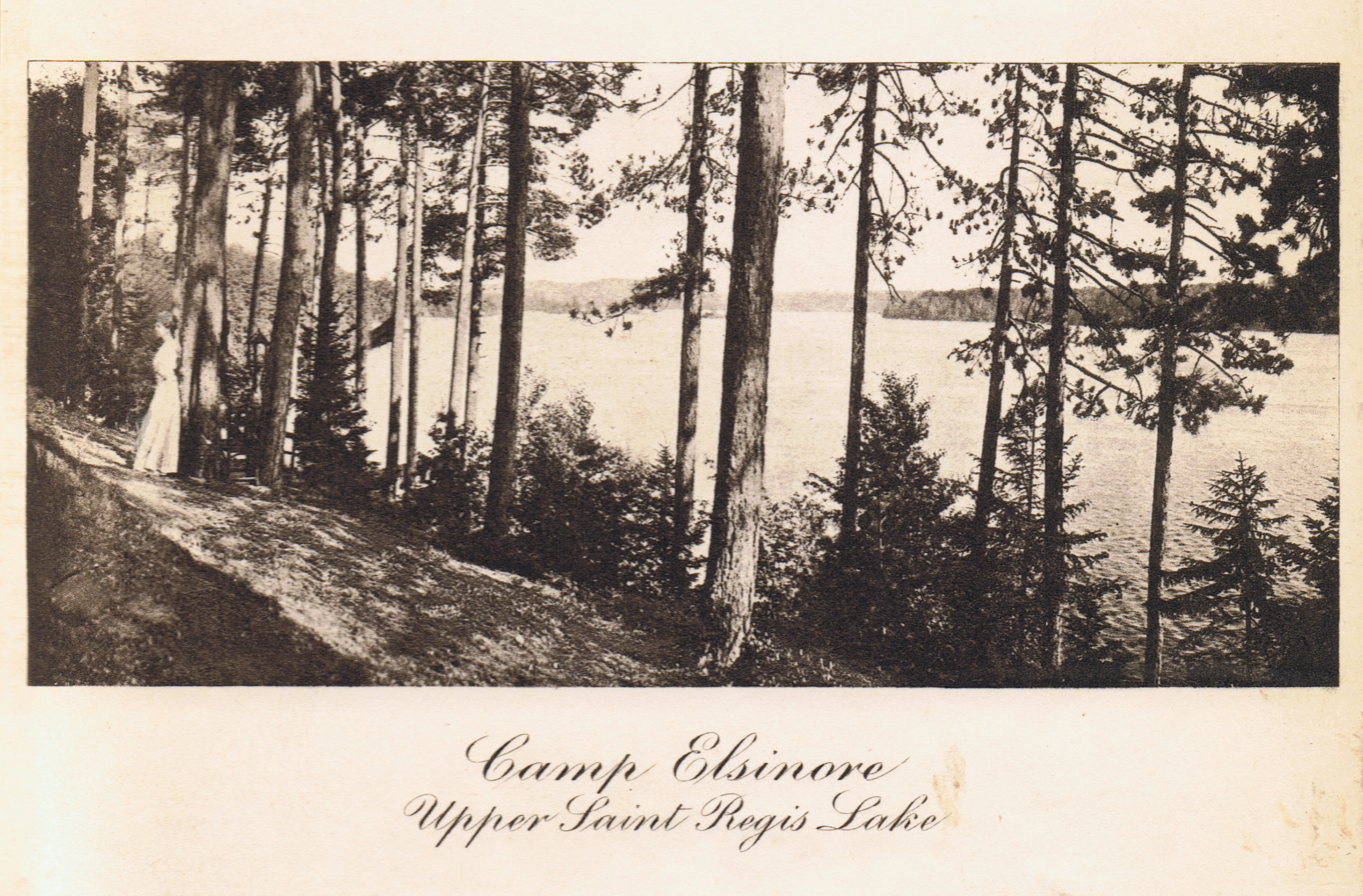
Upper St. Regis Lake.

Dans le numéro de mars 1913 du Lippincott's Monthly Magazine, le célèbre anthologiste et poète William Stanley Braithwaite (1878-1962) fait une critique détaillée de neuf pages de la poésie de Coates, racontant comment « elle tire du monde olympien des figures qui caractérisent un motif ou un désir dans la conduite humaine, et dans le monde moderne l'éloge des hommes et des femmes, héroïques dans leurs réalisations ou leurs sacrifices ; ou déplore les événements qui affectent le progrès social et éthique, montrant avec quelle générosité elle a mis son art, sans modifier le moins du monde sa fonction abstraite de créateur de beauté et de plaisir, au service de problèmes profonds et vitaux ». Une grande partie des œuvres publiées ultérieurement par Coates est écrite pendant les années qui suivent la Première Guerre mondiale et met en évidence son intérêt pour ces « problèmes profonds et vitaux » lorsque sa voix rejoint le chœur des « chantres » en faveur de l'engagement américain dans la guerre - comme en témoigne son pamphlet de poésie de guerre publié à compte d'auteur, Pro Patria (1917). Florence Coates écrit également plusieurs autres poèmes épars (c'est-à-dire non en recueils), dont une grande partie est patriotique et liée à la guerre. Ces vers décrivent les sacrifices désintéressés faits par les soldats et les citoyens pour la cause de la liberté

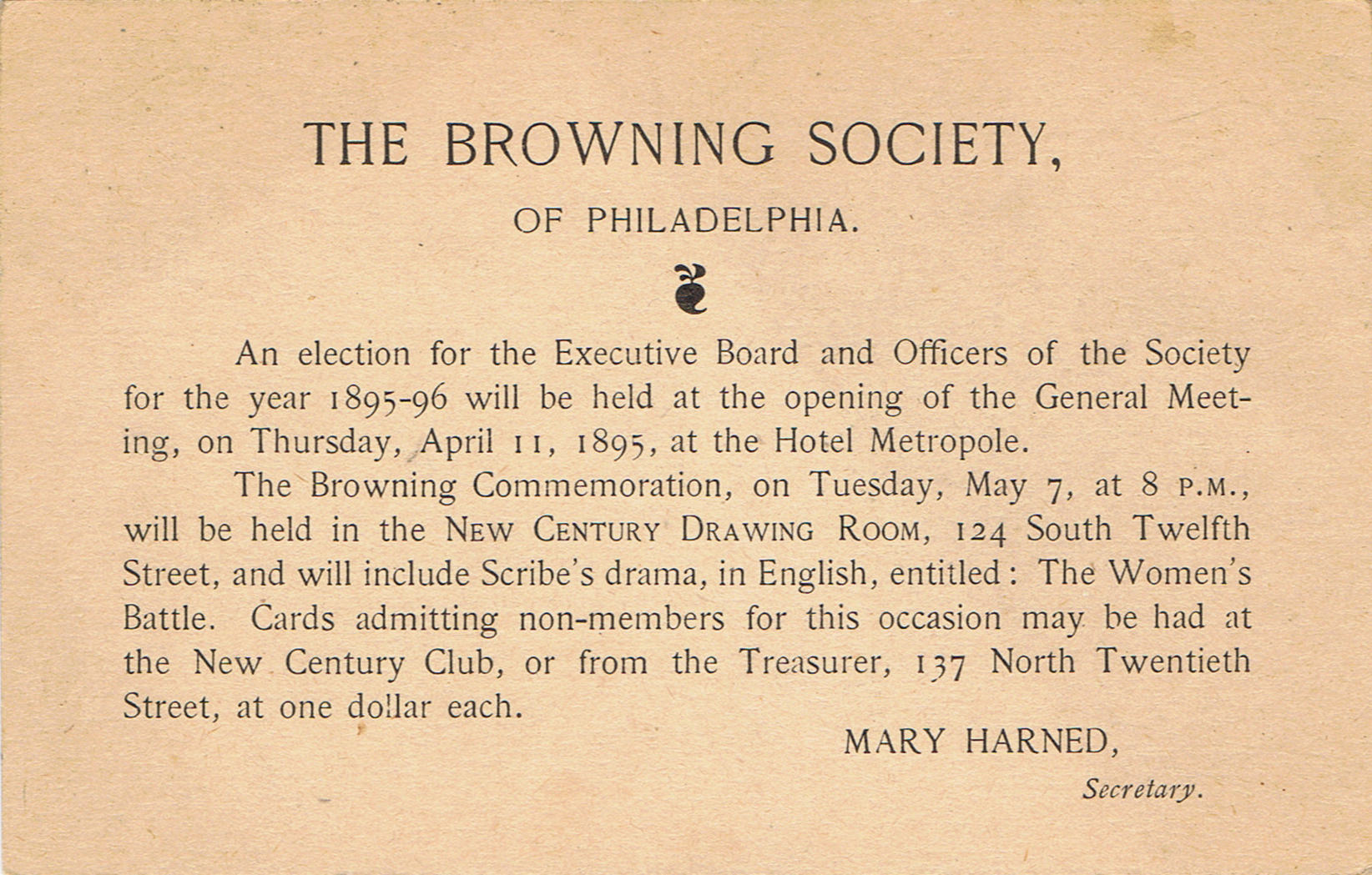
Invitation aux élections de la Browning Society de 1895-1896, l'année où Coates est élu président.

Coates est l'une des fondatrices du Contemporary Club de Philadelphie en 1886 ; l'une des vingt fondatrices de la Society of Mayflower Descendants dans le Commonwealth de Pennsylvanie en 1896 — elle-même descendante à la neuvième génération du pèlerin John Howland ;  et deux fois présidente de la Browning Society de Philadelphie de 1895 à 1903, puis de 1907 à 1908. En 1915, Floence Coates est élue à l'unanimité poète lauréate par la State Federation of Women's Clubs (Pennsylvanie).
Floence Coates épouse, en 1872, William Nicholson, qui meurt en 1877. Le 7 janvier 1879, elle épouse Edward Hornor Coates à Christ Church, à Philadelphie. Edward Coates adopte la fille de Florence, Alice Earle Nicholson (née le 21 octobre 1873), issue de son premier mariage. Florence et Edward ont un enfant en 1881, mais la petite, Josephine Wisner Coates , meurt en bas âge le 5 mars 1881. Edward Coates est président de l' Académie des beaux-arts de Pennsylvanie de 1890 à 1906. Il meurt le 23 décembre 1921.
En 1923, Coates offre La collection commémorative Edward H. Coates à la Pennsylvania Academy of the Fine Arts de Philadelphie. L'exposition, qui présente les écoles française et américaine, comprend 27 peintures et 3 sculptures, et a lieu du 4 novembre 1923 au 10 janvier 1924.
Florence Earle Coates décède à l'hôpital Hahnemann de Philadelphie le 6 avril 1927, à l'âge de 76 ans. Elle est enterrée au cimetière de l'église du Rédempteur à Bryn Mawr, en Pennsylvanie, aux côtés de son mari et de son frère George Howard Earle, Jr. et de plusieurs de ses descendants, dont son fils, l'ancien gouverneur de Pennsylvanie, George Howard Earle III — le neveu de Florence.

## Liste des œuvres
|                                             |
|                                             |
| POEMS. (1898)                               |
| MINE AND THINE. (1904)                      |
| LYRICS OF LIFE. (1909)                      |
| THE UNCONQUERED AIR AND OTHER POEMS. (1912) |
| POEMS. 2 vols. (1916)                       |
| PRO PATRIA. (1917) Privately published.     |
| Fugitive verse.                             |
| On Matthew Arnold. (1894, 1909)             |
| INDEX OF TITLES                             |
| INDEX OF FIRST LINES                        |
| List of categorized lists of works.         |
| Other works.                                |

## Galerie

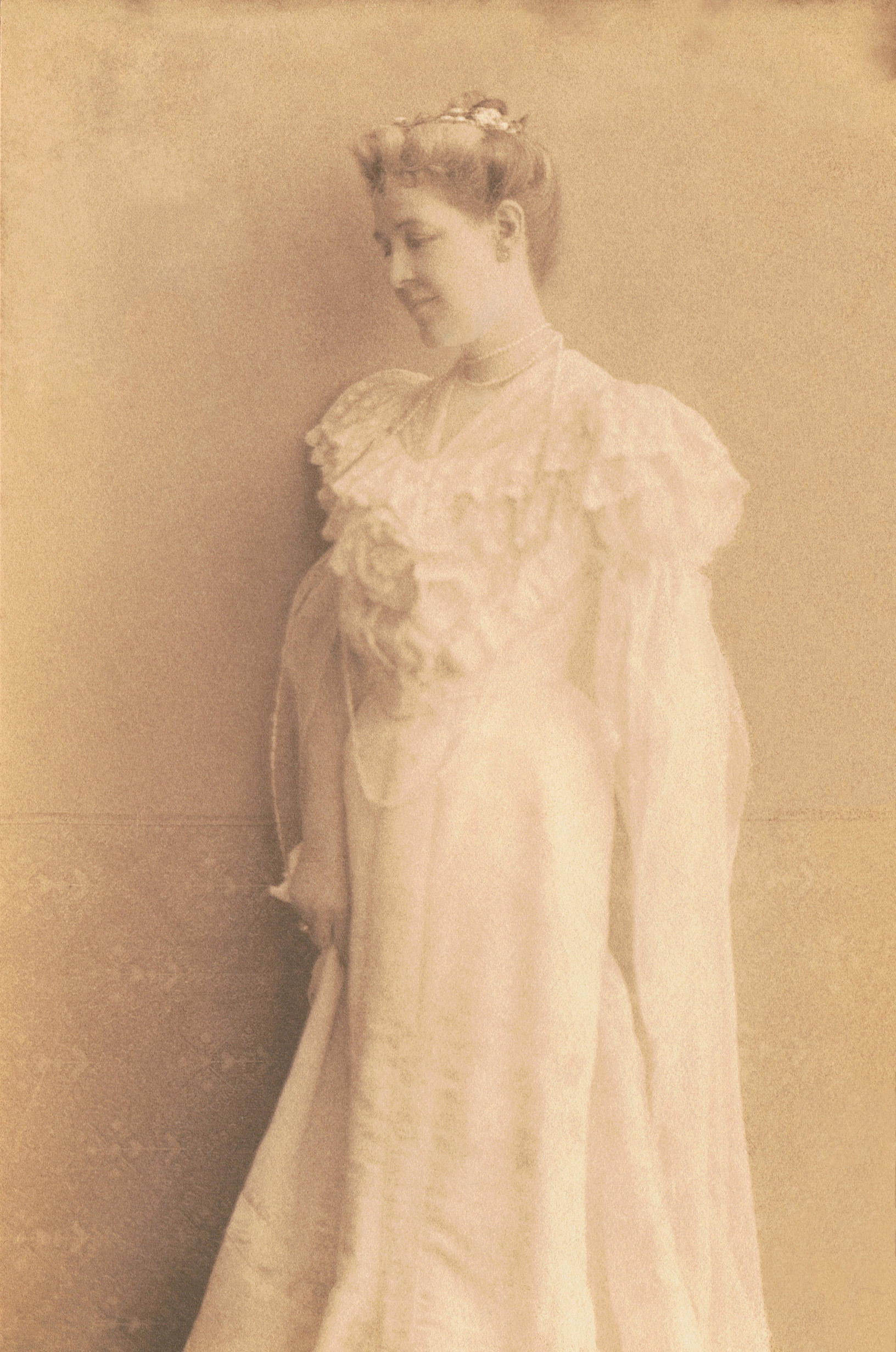
Une photographie au platine de Florence Coates.
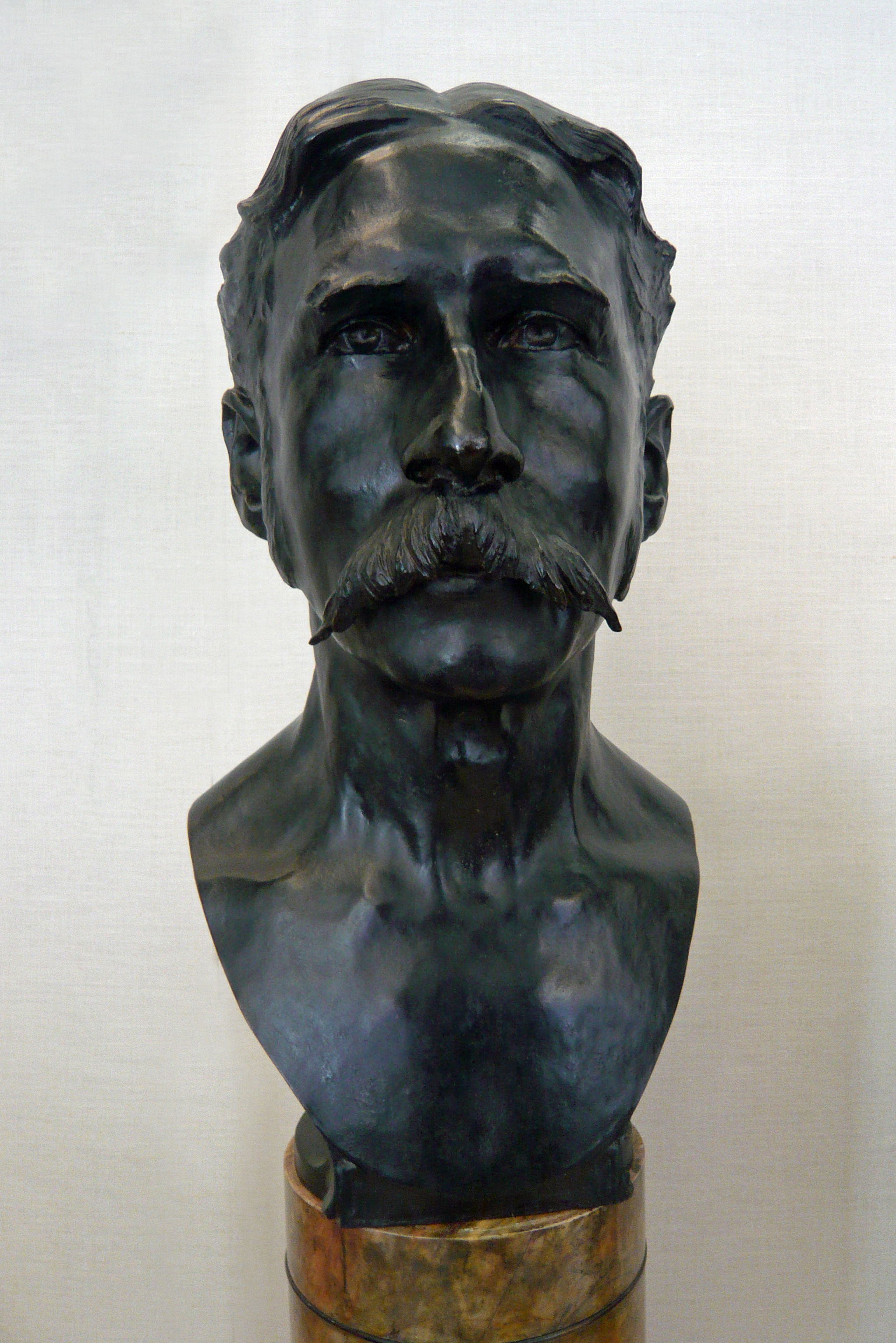
Edward Hornor Coates (1903) par Charles Grafly à la Pennsylvania Academy of the Fine Arts.
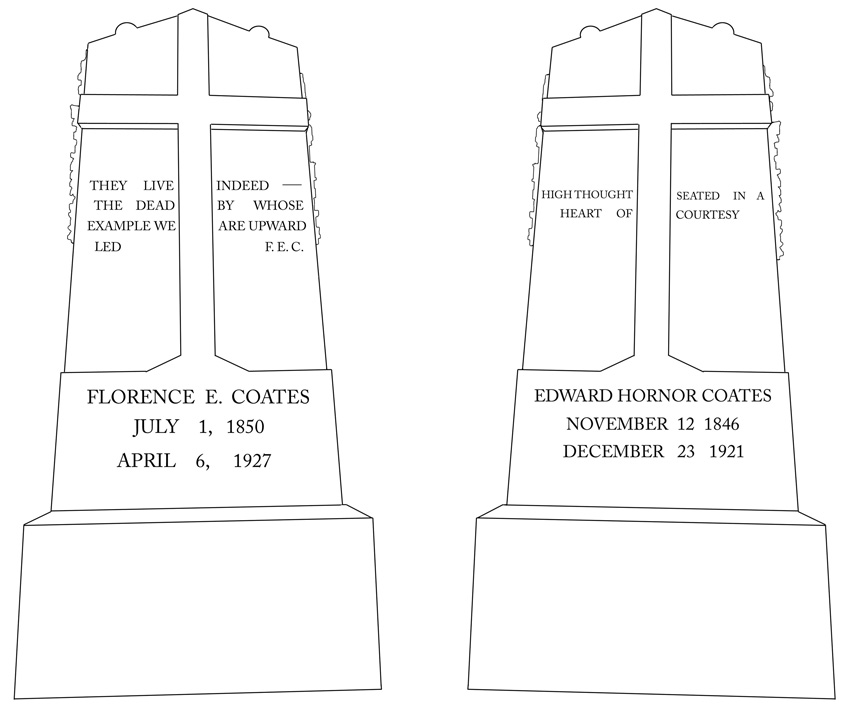
Dessin numérique des pierres tombales de Florence Coates et de son mari en Pennsylvanie.
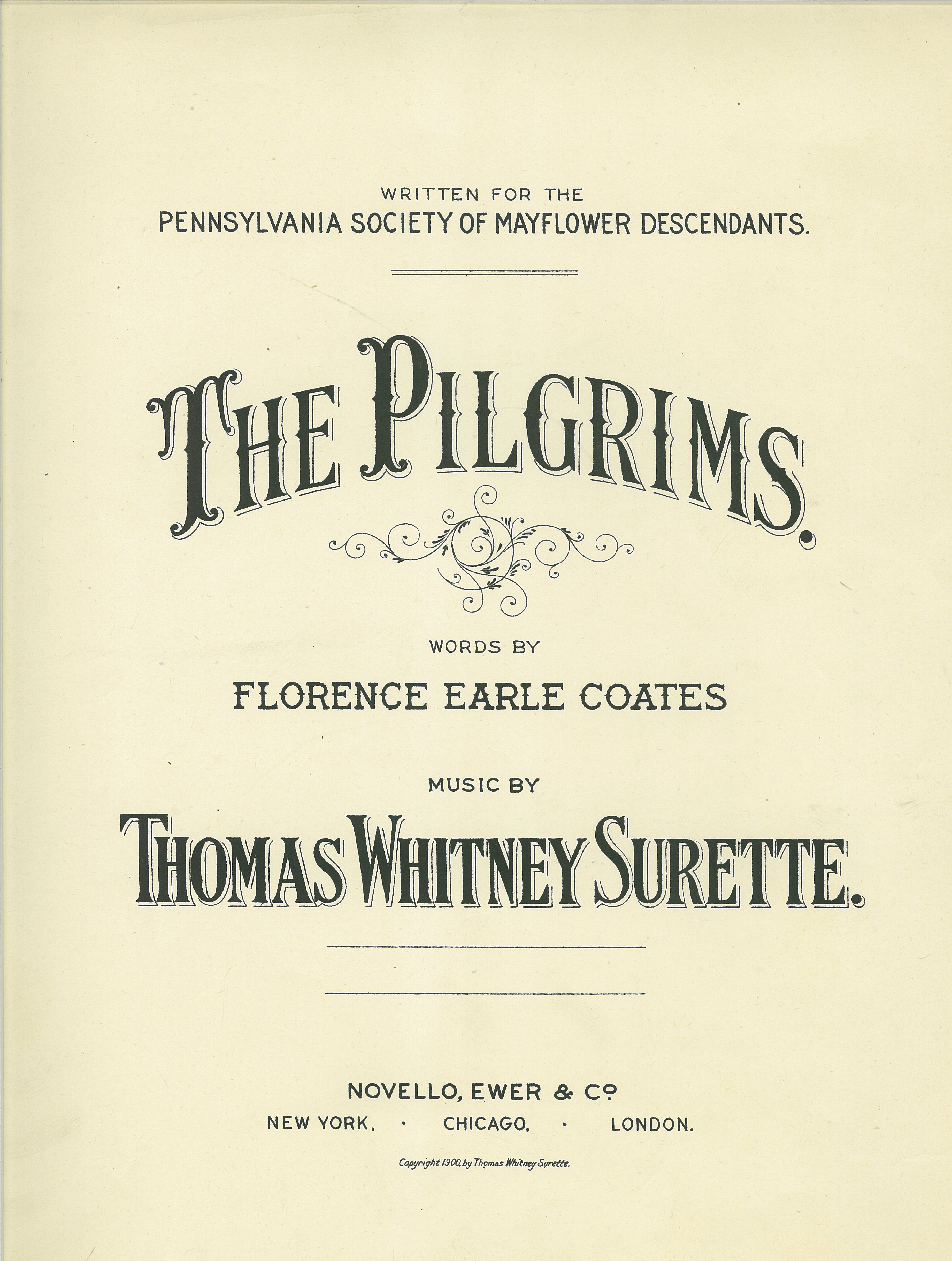
Hymne écrit pour la Société des descendants du Mayflower dans le Commonwealth de Pennsylvanie (1900).

## Sources
- George W.E. Russell, Letters of Matthew Arnold, 1848-1888, Volume 2, Macmillan and Co., 1895 (lire en ligne)